# 23004 Triciatalbert
23004 Triciatalbert è un asteroide della fascia principale. Scoperto nel 1999, presenta un'orbita caratterizzata da un semiasse maggiore pari a 2,789633 UA e da un'eccentricità di 0,149983, inclinata di 17,943426ª rispetto all'eclittica. Ha un diametro di 6,557 km, un periodo di rotazione di 7,147 ore e un'albedo di 0,071.
Fa parte della famiglia di asteroidi Watsonia.